# ホテルモントレ
ホテルモントレ（Hotel Monterey）とは、ホテルモントレ株式会社が日本で展開、運営するホテルチェーンである。

## 概説
大阪市の不動産賃貸会社「マルイト株式会社」が1986年にホテル事業に進出した際に、「ホテルモントレ」ブランドを採用。1995年9月に、ホテル部門がホテルモントレ株式会社として同社から独立して、現在に至っている。なお、マルイトは、丸糸呉服店を発祥とするアコムの同根企業である。
Montereyは、スペイン語でmonte（モンテ）が「山」、rey（レ、レー）が「王」となり、「山の王」を意味する。初出店の地が大田区山王だったことに由来する。
2009年10月に、プロサッカークラブ「セレッソ大阪」とのオフィシャルスポンサー契約を締結。

## ホテル一覧

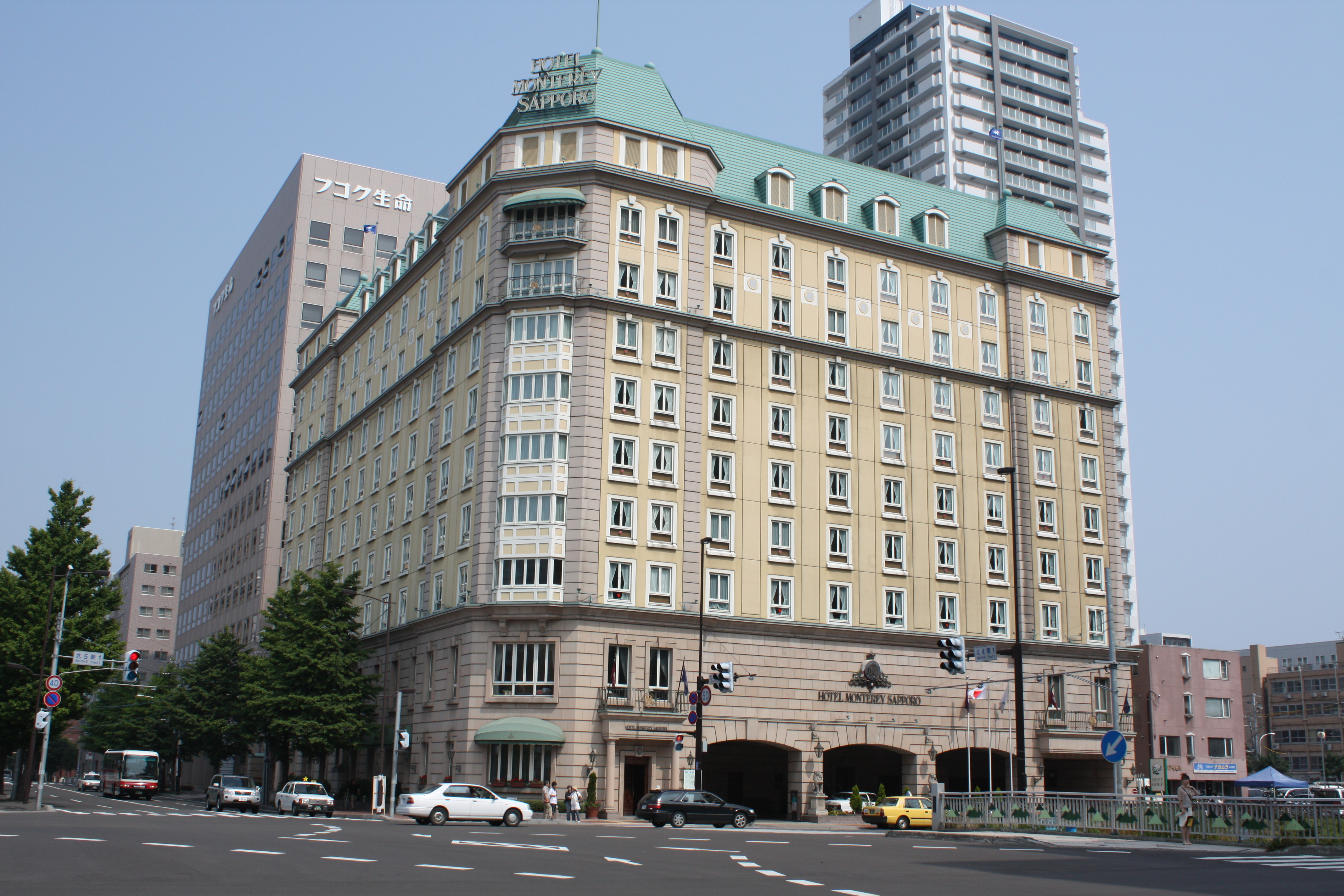
ホテルモントレ札幌（2008年7月）

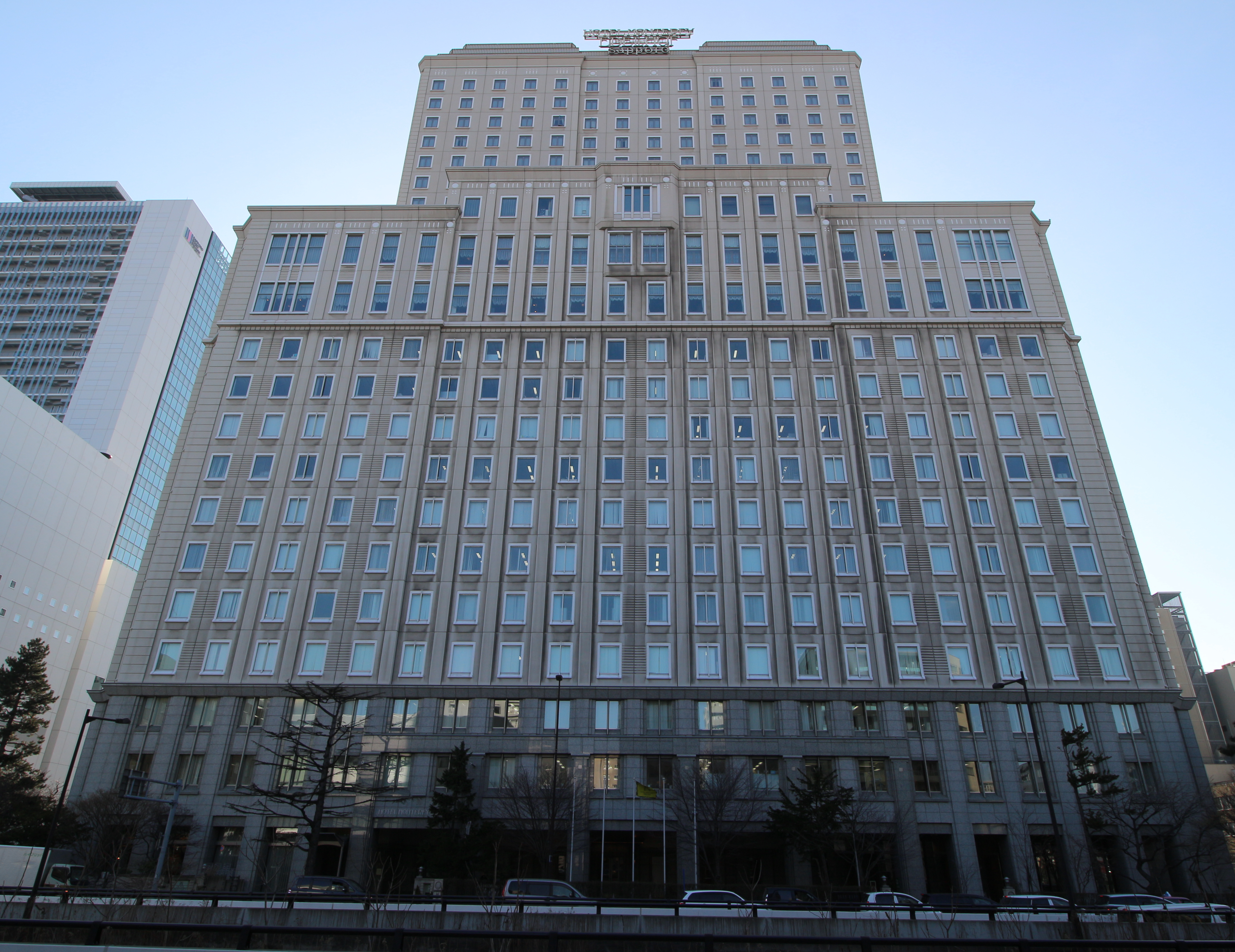
ホテルモントレエーデルホフ札幌（2018年4月）

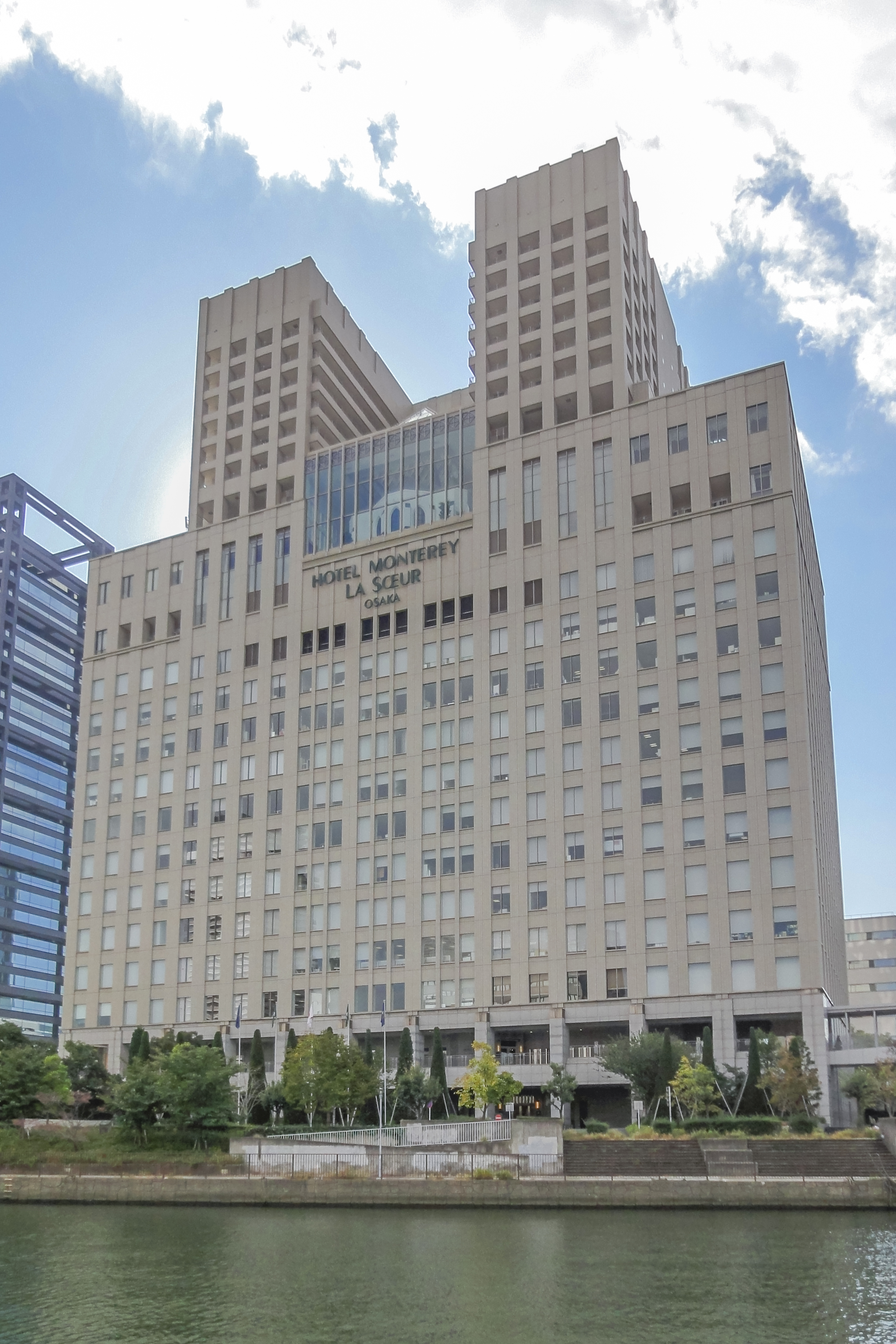
ホテルモントレ ラ・スール大阪（2012年11月）

親会社のマルイトが保有するマルイトXXビルに入居する形態で運営されているものが多い。主に西洋各地の伝統的建築様式をヒントに内外装をデザインしたホテルを展開しており、括弧内はイメージ・モデルとした世界各国の都市や街を示す。
一部のホテルの名称にある「ラ・スール（仏:la soeur）」および「エルマーナ（西:hermana）」はいずれも「姉妹」を意味し、姉妹館であることを表すが先行して開業した地区も存在する。
北海道
- ホテルモントレエーデルホフ札幌：2000年12月開業（ウィーン）

東北
- ホテルモントレ仙台：2004年4月開業（プラハ）
- ホテル モンテ エルマーナ仙台：2010年10月開業（旧伊達藩/スペイン）

関東
- ホテルモントレ銀座：2000年6月開業（パリ）
- ホテルモントレ ラ・スールギンザ：2000年6月開業（パリ）
- ホテルモントレ半蔵門：2006年9月開業（江戸）
- ホテルモントレ赤坂：2007年4月開業（ロンドン）
- ホテル モンテ エルマーナ東京：2022年7月開業（東京）

近畿
- ホテルモントレ大阪：2000年5月開業（ウィーン）
- ホテルモントレ ラ・スール大阪（マルイトOBPビル）：2005年9月2日開業（ニューヨーク）
- ホテルモントレ グラスミア大阪（マルイト難波ビル）：2009年7月27日開業（英国・グラスミア）
- ホテルモントレ ル・フレール大阪：2018年8月27日開業（日本）
- ホテルモントレ京都：2007年3月開業（英国・エジンバラ）
- ホテルモントレ神戸：1989年10月開業、2020年4月7日改築（北イタリア）
- ホテル モンテ エルマーナ神戸 アマリー：2016年11月1日開業（ヨーロッパ）
- ホテルモントレ姫路：2018年3月開業（ベルギー・シャルルロワ）

九州・沖縄
- ホテルモントレ長崎：1997年4月開業（ポルトガル）
- ホテルモントレ ラ・スール福岡：2003年6月開業（ベルギー）
- ホテル モンテ エルマーナ福岡：2017年3月1日開業（フランス・ボルドー）[4]
- ホテルモントレ沖縄 スパ&リゾート：2013年6月開業（イギリス）
- ホテルモントレ福岡：2020年4月開業（博多）

オンラインショップ
- ホテルモントレ オンラインショップ　2021年10月オープン　※お手土産用のスイーツ、まくらやパジャマを販売。

### 営業を終了したホテル
- ホテルモントレ グラスミアハウス：大阪市北区。1996年4月開業、2009年3月31日閉館（英国・グラスミア）
後継ホテルとして「ホテルモントレ グラスミア大阪」が大阪市浪速区に開業。建物は取り壊されたのち、上記の「ホテルモントレ ル・フレール大阪」が開業。

- ホテルモントレ山王：東京都大田区。1986年4月開業、2011年6月30日閉館（スペイン）

ホテルモントレの1号館だった。建物は解体され、マンション「ザ・山王タワー」が建設された。
- ホテルモントレ横浜：2006年3月開業、2020年4月30日営業終了、2020年5月31日閉館（フランス） 
  - 1979年に「ザホテルヨコハマ」として開業し、2003年からは「ザ ヨコハマ ノボテル」となり、2006年から「ホテルモントレ横浜」として 営業していた。

- ホテルモントレアマリー：兵庫県神戸市。1992年7月開業、2015年3月31日閉館（デンマーク）
建て替えの上、上記の「ホテル モンテ エルマーナ神戸 アマリー」として再開業。
- ホテルモントレ札幌：1994年6月開業、2022年10月31日閉館（ロンドン）